# Luis Cruzado
Luis Fernando Cruzado Sánchez (Lima, 6 luglio 1941 – Lima, 14 febbraio 2013) è stato un calciatore peruviano, di ruolo centrocampista.

## Carriera

### Club
Ha vinto, insieme all'Universitario, sette Campionati peruviani.

### Nazionale
Fece parte della Nazionale di calcio del Perù che partecipò al campionato del mondo 1970.

## Palmarès

### Club

#### Competizioni nazionali
- Campionato peruviano: 7

Universitario: 1959, 1960, 1964, 1966, 1967, 1969, 1971